# Portal of the Folded Wings Shrine to Aviation

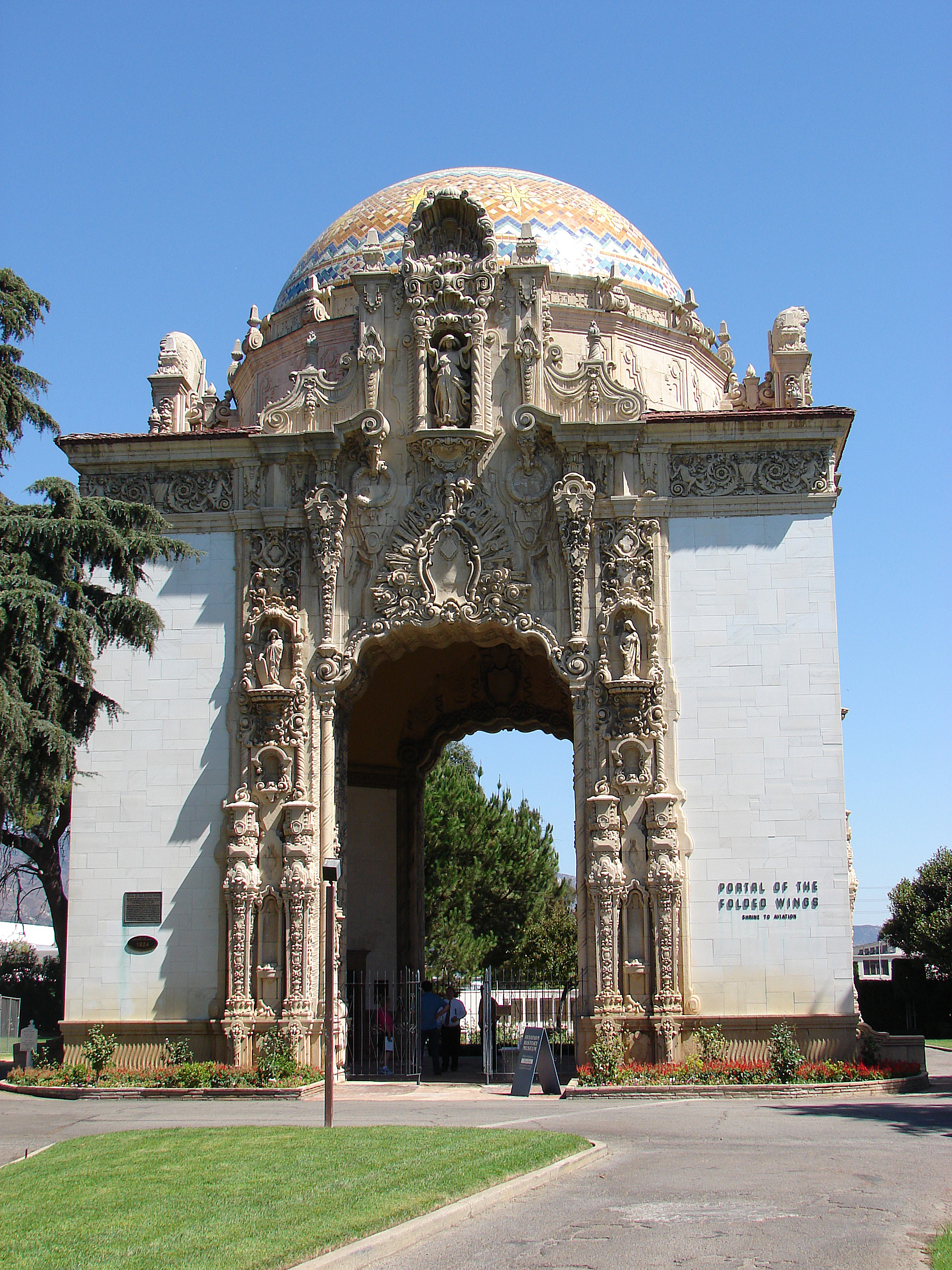
Portal of the Folded Wings

Portal of the Folded Wings Shrine to Aviation ist ein Denkmal und Grabstätte für fünfzehn Pioniere der Luftfahrt in North Hollywood, Los Angeles in Kalifornien.
Das Portal der gefalteten Flügel wurde 1924 als Haupteingang des Friedhofs Valhalla Memorial Park Cemetery errichtet. Das Portal mit einer Struktur aus Marmor, Mosaik und Skulpturen und einer Höhe von rund 23 Meter wurde 1953 zur letzten Ruhestätte für Piloten und Flugpioniere. Das im Stile des Spanish Colonial Revival gestaltete Baudenkmal wurde am 18. März 1998 in das National Register of Historic Places eingetragen.

## Bestattungen
- Bertrand Blanchard Acosta (1895–1954), Copilot von Admiral Richard Byrd 1927 überquerten sie im Nonstopflug den Atlantik von Europa nach Amerika in 48 Stunden
- Jimmie Angel (1899–1956), Buschpilot und Entdecker der Salto Ángel – seine Asche wurde später entfernt und über die Fälle verstreut
- Walter Richard Brookins (1889–1953), flog für die Gebrüder Wright
- Mark Mitchell Campbell (1897–1963), Kunstflieger und Flugzeugkonstrukteur
- Richard Peter Della-Vedowa (1917–1994),  Pilot und Entwickler  strahlgetriebener Kampfflugzeuge bei Lockheed
- Samuel Warren Eaton (1891–1966), Oberst und  Pilot, der auch für Lincoln Beachy Flugzeuge baute
- Winfield Bertrum Kinner (1882–1957), auch bekannt als Bert Kinner ein Flugzeugkonstrukteur. Amelia Earhart flog eine Kinner.
- Roy Augustus Knabenshue (1876–1960), Ballon- und Luftschifffahrer
- John Bevins Moisant (1868–1910), gewann das Freiheitsstatue Rennen im Jahr 1910 und der erste Pilot der einen Passagier über den Ärmelkanal flog.
- Matilde Moisant (1878–1964), die zweite lizenzierte Pilotin in den Vereinigten Staaten im Jahre 1911
- Elizabeth Lippincott McQueen (1878–1958), die erste weiblichen Pilotin in Los Angeles
- James Floyd Smith (1884–1956), Testpilot, Ausbilder,  Hersteller von Fallschirmen. Er baute und flog sein eigenes Flugzeug  1912 und erfand den Fallschirm für die Armee im Jahr 1918.
- Hilder Florentina Smith (1890–1977),  Luftakrobatin und Fallschirmspringerin.
- Carl  Browne Squier (1893–1967), Erster Weltkrieg Flieger, Barnstormer, Testpilot und Flugzeughändler. Als Vizepräsident von Lockheed Aircraft verkaufte er Charles und Anne Lindbergh ihr Sirius Flugzeug 1931.
- Charles Edward Taylor (1868–1956), Maschinist der Gebrüder Wright, er konstruierte den Motor für den Erstflug.